# Садовое (Амвросиевский район)
Садовое (укр. Садове) — село на Украине, расположенное в Амвросиевском районе Донецкой области. Находится под контролем самопровозглашённой Донецкой Народной Республики.

## География
В Донецкой области имеются ещё 2 одноимённых населённых пункта, в том числе посёлок Садовое в соседнем Шахтёрском районе.

#### Соседние населённые пункты по странам света
С: Новониколаевка, город Харцызск
СЗ: Молочарка, Гусельское, Пролетарское, Шевченко
СВ: Золотарёвка, Новопелагеевка, Дубовка
З: Вербовка, Холмистое
В: Войково, город Троицко-Харцызск
ЮЗ: Грузско-Зорянское, Кобзари
ЮВ: Фёдоровка, Широкое
Ю: Зелёное, Придорожное, город Иловайск

## История
В 1945 г. постановлением Сталинского облисполкома Колония № 8 Цеткинтальского сельсовета переименована в хутор Садовый.

## Население
Население по переписи 2001 года составляет 200 человек.

## Общая информация
Код КОАТУУ — 1420684004. Почтовый индекс — 87310. Телефонный код — 6259.

## Адрес местного совета
87310, Донецкая область, Амвросиевский район, с. Зеленое, ул.Ленина, 77а